# Purdis Farm
Purdis Farm is een civil parish in het bestuurlijke gebied Suffolk Coastal, in het Engelse graafschap Suffolk. In 2001 telde het dorp 1743 inwoners.